# Diodora graeca
Espèce
Synonymes
Fissurella reticulata Philippi, 1836
Diodora graeca est une espèce de mollusque gastéropode appartenant à la famille des Fissurellidae (fissurelles).

## Histoire
Entre 1884 et 1890, le biologiste marin Louis Boutan séjourne régulièrement au laboratoire Arago de Banyuls-sur-Mer (Pyrénées-Orientales) afin de récolter des exemplaires pour sa thèse. Il y étudie notamment Diodora graeca, alors connue de lui sous le nom de Fissurella reticulata, qu'il récolte directement dans la rade de Port-Vendres.

## Répartition
- Europe
- Afrique du Nord.

## Description
- Longueur : 2,6 cm.